# Club Sportif Grevenmacher
El Club Sportif Grevenmacher es un equipo de fútbol de Luxemburgo que juega en la Primera División de Luxemburgo, la tercera liga de fútbol más importante del país.

## Historia
Fue fundado en 1909 en la ciudad de Grevenmacher, al este de Luxemburgo con el nombre Stade Mosellan, hasta que 10 años después cambiaron al nombre que tiene actualmente.
Durante la Segunda Guerra Mundial, el equipo fue rebautizado como FK Grevenmacher, por la política de Germanización, hasta su liberación en 1944.

## Palmarés
- Division Nationale: 1

2002-03
- - Subcampeonatos: 7

1993-94, 1994-95, 1995-96, 1996-97, 1999-00, 2000-01, 2001-02
- Primera División de Luxemburgo: 1

2021-22
- Copa de Luxemburgo: 3

1994-95, 2002-03, 2010-11
- - Subcampeonatos: 4

1950-51, 1952-53, 1953-54, 1958-59

## Participación en competiciones de la UEFA

### Partidos
| Temporada | Torneo                     | Ronda              | Club                 | Casa | Visita | Global |
| --------- | -------------------------- | ------------------ | -------------------- | ---- | ------ | ------ |
| 1994/95   | UEFA Cup                   | Preliminar         | Rosenborg BK         | 1-2  | 0-6    | 1-8    |
| 1995/96   | Recopa de Europa de fútbol | Clasificatoria     | KR Reykjavík         | 3-2  | 0-2    | 3-4    |
| 1996/97   | UEFA Cup                   | Preliminar         | FC Dinamo Tbilisi    | 2-2  | 0-4    | 2-6    |
| 1997/98   | UEFA Cup                   | 1.ª Clasificatoria | HNK Hajduk Split     | 1-4  | 0-2    | 1-6    |
| 1998/99   | Recopa de Europa de fútbol | Clasificatoria     | FC Rapid Bucuresti   | 2-6  | 0-2    | 2-8    |
| 2000/01   | UEFA Cup                   | Clasificatoria     | HJK Helsinki         | 2-0  | 1-4    | 3-4    |
| 2001/02   | UEFA Cup                   | Clasifiactoria     | AEK Atenas FC        | 0-2  | 0-6    | 0-8    |
| 2002/03   | UEFA Cup                   | Clasificatoria     | Anorthosis Famagusta | 2-0  | 0-3    | 2-3    |
| 2003/04   | UEFA Champions League      | 1.ª Clasificatoria | FK Leotar            | 0-0  | 0-2    | 0-2    |
| 2010/11   | UEFA Europa League         | 1.ª Clasificatoria | Dundalk FC           | 3-3  | 1-2    | 4-5    |
| 2012/13   | UEFA Europa League         | 1.ª Clasificatoria | KF Tirana            | 0-0  | 0-2    | 0-2    |

### Récord Europeo
|                 | P  | G | E | P  | GF | GC | GD  |
| --------------- | -- | - | - | -- | -- | -- | --- |
| CS Grevenmacher | 22 | 3 | 4 | 15 | 18 | 56 | -38 |

## Entrenadores Recientes
- Marc Thomé (junio de 1994–junio de 1997)
- Harald Kohr (1997–98)
- Herbert Herres (julio de 2001–diciembre de 2004)
- Álvaro da Cruz (noviembre de 2004–marzo de 2008)
- Claude Osweiler (julio de 2008–junio de 2010)
- Marc Thomé (julio de 2010–2014)
- Jacques Muller (julio de 2014–2015)
- Roland Schaak (2015–2016)
- Marcus Weiss (2016-2017)
- Manuel Peixoto (2017-2018)
- Luc Muller (2018-2019)
- Álvaro da Cruz (2018-2019)
- Erwin Bradasch (2019–)